# إم بد
إم بد (بالإنجليزية: Mbed)‏ منصة ونظام تشغيل للأجهزة المتصلة بالإنترنت المعتمدة على المتحكمات الدقيقة ذات معالج إيه.آر.إم 32-بت. تعرف مثل هذه الأجهزة أيضا باسم أجهزة إنترنت الأشياء. يتم تطوير هذا المشروع تعاونيا من طرف إيه.آر.إم القابضة وشركائها في مجال التكنولوجيا.

## وصلات خارجية
- الموقع الرسمي